# Ctenosciara
Ctenosciara is een muggengeslacht uit de familie van de rouwmuggen (Sciaridae).

## Soorten
- C. exigua Salmela & Vilkamaa, 2005
- C. hyalipennis (Meigen, 1804)
- C. lutea (Meigen, 1804)